# Papado bizantino

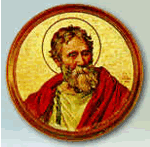
O Papa Agatão e dez dos seus doze sucessores eram de origem grega

O Papado Bizantino foi um período de dominação bizantina do papado entre 537 a 752, quando os papas necessitavam da aprovação do imperador bizantino para a consagração episcopal, e muitos papas foram escolhidos a partir dos Apocrisiários (ligações a partir do papa para o imperador) ou os habitantes da Grécia, Síria ou Sicília bizantina. Justiniano I conquistou a península Itálica na Guerra Gótica e nomeou os  três papas seguintes, uma prática que seria continuada pelos seus sucessores e, posteriormente,  delegada ao Exarcado de Ravena.
Com exceção do Papa Martinho I, nenhum papa durante este período questionou a autoridade do monarca bizantino para confirmar a eleição do bispo de Roma, antes a consagração poderia ocorrer, no entanto, os conflitos teológicos eram comuns entre o papa e o imperador, em áreas como o monotelismo e iconoclastia.
Os bizantinos de língua grega da Grécia, Síria e Sicília substituíram membros da poderosa nobreza romana na cadeira papal durante este período. Roma, sob os papas gregos constituía um "caldeirão" da Europa Ocidental e tradições cristãs orientais, refletiram na arte, bem como na liturgia.

## Lista de papas bizantinos
O Papado Bizantino foi composto pelos papas e antipapas listados a seguir. Dos treze papas de 678-752, apenas Bento II e Gregório II eram romanos nativos. Todos os demais eram bizantinos de língua grega, da Grécia, Síria, ou Sicília. Muitos papas deste período já havia servido como apocrisiários papais (equivalente ao moderno núncio), em Constantinopla. A série de papas de João V ao Papa Zacarias (685-752) é por vezes referida como o "Cativeiro Bizantino" porque só um papa deste período, Gregório II, não foi de "extração oriental" . 
- Papa Vigílio (537-555), antigo apocrisiário
- Papa Pelágio I (556-561), antigo apocrisiário
- Papa João III (561-574)
- Papa Bento I (575-579)
- Papa Pelágio II (579-590)
- Papa Gregório I, o Grande (590-604), ex-apocrisiário
- Papa Sabiniano (604-606), antigo apocrisiário
- Papa Bonifácio III (607), antigo apocrisiário , provavelmente nascido em Roma, filho de pai grego de Antioquia[2]
- Papa Bonifácio IV (608-615)
- Papa Adeodato I (615-618)
- Papa Bonifácio V (619-625)
- Papa Honório I (625-638)
- Papa Severino (640)
- Papa João IV (640-642), dálmata, primeiro papa nascido e criado a leste da Itália desde o Papa Zósimo (417-418) [3]
- Papa Teodoro I (642-649), grego-palestino [4]
- Papa Martinho I (649-653), antigo apocrisiário  [5]
- Papa Eugênio I (654-657)
- Papa Vitaliano (657-672), provavelmente de "extração oriental" (pai chamado Anastásio) [6]
- Papa Adeodato II (672-676)
- Papa Dono (676-678)
- Papa Agatão (678-681), grego
- Papa Leão II (682-683), da Sicília
- Papa Bento II (684-685)
- Papa João V (685-686), da Síria
- Papa Cónon (686-687), da Sicília
- Papa Sérgio I (687-701), da Síria 
  - Antipapa Teodoro II (687)
  - Antipapa Pascoal I (687)
- Papa João VI (701-705), grego
- Papa João VII (705-707), grego
- Papa Sisínio (708), Síria
- Papa Constantino (708-715), da Síria
- Papa Gregório II (715-731)
- Papa Gregório III (731-741), da Síria
- Papa Zacarias (741-752), da Sicília

## Imperadores bizantinos neste período
- Justiniano I (527 - 565)
- Justino II (565 - 578)
- Tibério II (578 - 582)
- Maurício (582 - 602)
- Focas (602 - 610)
- Heráclio (610 - 641)
- Constantino III e Heraclonas (641)
- Constante II (641 - 668)
- Constantino IV (668 - 685)
- Justiniano II (685 - 695)
- Leôncio (695 - 698)
- Tibério III (698 - 705)
- Justiniano II (restaurado) (705 - 711)
- Filípico (711 - 713)
- Anastácio II (713 - 715)
- Teodósio III (715 - 717)
- Leão III, o Isauro (717 - 741)
- Constantino V (741 - 775)